# 诺曼·斯科特
诺曼·斯科特（英語：Norman Scott，1889年8月10日—1942年11月13日），美国海军少将，荣誉勋章受勋者。1911年毕业于安纳波利斯海军学院。第一次世界大战期间，他曾随美军雅各·瓊斯號驅逐艦赴欧洲作战，在处置一起U型潜艇袭击中表现突出。一战后期，斯科特返回海军部，曾短暂担任总统伍德罗·威尔逊的海军事务助理。两次大战间期，他先后在不同军舰上服役，二战前夕担任彭萨科拉号重巡洋舰舰长。
太平洋战争爆发后，斯科特晋升为海军少将，带领舰队投入瓜达尔卡纳尔岛战役。1942年10月11日夜，斯科特在埃斯佩兰斯海角以经典的T字战法取得二战美国海军水面舰队的首场胜利，一举打破了日本海军“夜战不败”的神话。1942年11月13日瓜达尔卡纳尔海战首夜，斯科特随另一位美军少将丹尼尔·卡拉汉指挥的第67特遣舰队第4支队于萨沃岛海域迎击前来炮轰瓜岛亨德森机场的日军舰队，混战中在座舰亚特兰大号轻巡洋舰上中弹阵亡，后追授荣誉勋章。他是美国海军在第二次世界大战中殉职的第二位将军。美军有两艘驱逐舰以他的名字命名。

## 早年生涯
诺曼·斯科特1889年8月10日出生于印地安纳州首府印第安纳波利斯。其父罗伯特·F·斯科特来自爱尔兰的多尼戈爾郡，其母玛莎为印第安纳波利斯本地人。两人育有四子，诺曼是其中一个。在当地的肖特里奇高中毕业后，斯科特于1907年在州议员阿尔伯特·贝弗里奇推荐下进入安纳波利斯海军学院就读。日后企業號航空母艦舰长乔治·穆雷、大西洋舰队司令奥斯卡·白吉尔、罗斯福总统的海军事务助理丹尼尔·卡拉汉等与他同期。在校期间的斯科特十分热衷格斗，尤其擅长击剑。他曾在全美军校击剑比赛中击败西点军校选手夺得冠军，一时声名鹊起。斯科特于1911年从海军学院毕业，首先分配到愛達荷號前无畏舰，后接连调至詹金斯號驱逐舰、迪克西号驱逐舰母舰和艾門號驅逐艦，并于1912年3月晋升为海军少尉。1916年7月，他被任命为雅各·瓊斯號驅逐艦副舰长。

## 第一次世界大战和战间期

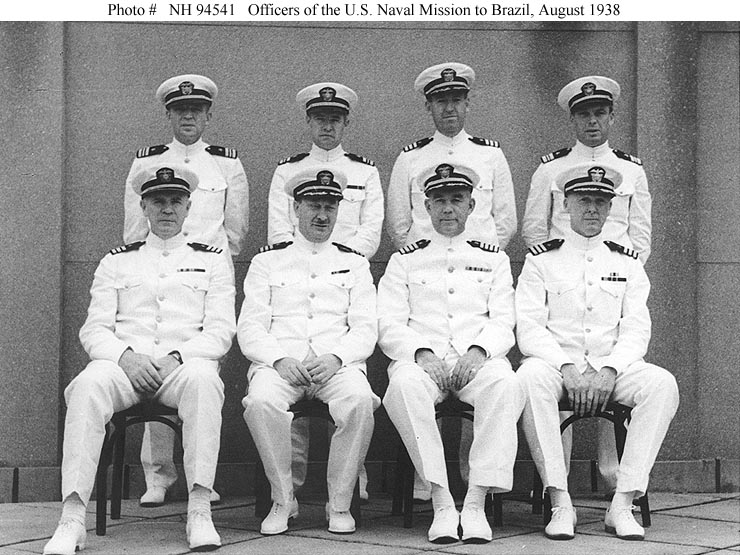
斯科特（下排右一）和其他美军军官1938年访问巴西时的合影。

1917年4月，美国加入第一次世界大战，琼斯号前往大西洋海域，负责在爱尔兰海巡逻并为协约国商船提供护航。1917年12月6日，该舰在巡逻途中遭德帝國海軍U艇王牌汉斯·罗斯指挥的U-53号潜艇雷击，短短8分钟即沉入海底。危急时刻，斯科特沉着指挥舰员将舰桥上的救生圈和防破片网抛入大海并帮助部下有序弃舰逃生，许多舰员因此得救，他也因优异表现获得表彰。
琼斯号损失后，斯科特被分配到梅尔维尔号驱逐舰母舰。1918年1月他离开前线返回美国，在华盛顿的美国海军作战部长办公室工作了14个月，并从1918年9月起额外担任伍德罗·威尔逊总统的海军事务助理。随后斯科特搭乘杜邦號驅逐艦前往同盟国占领下的君士坦丁堡，指挥一支鹰级巡逻艇支队执行远洋巡逻任务，并于1920年2月重返本土海军部，后就职于海军通讯局及海军航务局。
斯科特的1920年代大半在航海中度过。1920年6月他重返驱逐舰队，任斯托德特号驱逐舰副舰长，后又在紐約號战列舰和驻夏威夷珍珠港的第14海军军区服役。1924年至1930年间，斯科特历任愛達荷號和舰队旗舰加利福尼亚号军官，以及海军作战舰队参谋部副官。1927年至1930年，他还在母校安纳波利斯海军学院任教，教授电气工程与物理学。30年代初，斯科特曾在太平洋艦隊指挥过两艘驱逐舰麦克利什号和保罗·琼斯号。1932年至1934年，他前往美国海军战争学院进修高级军官课程。此后，他在轻巡洋舰辛辛那提号上任副舰长，长期于海上执勤。1937年至1939年间他作为美国海军使团一员出访巴西，回国后晋升为上校，并成为彭萨科拉号重巡洋舰舰长，这是他第一次指挥主力舰只。

## 第二次世界大战

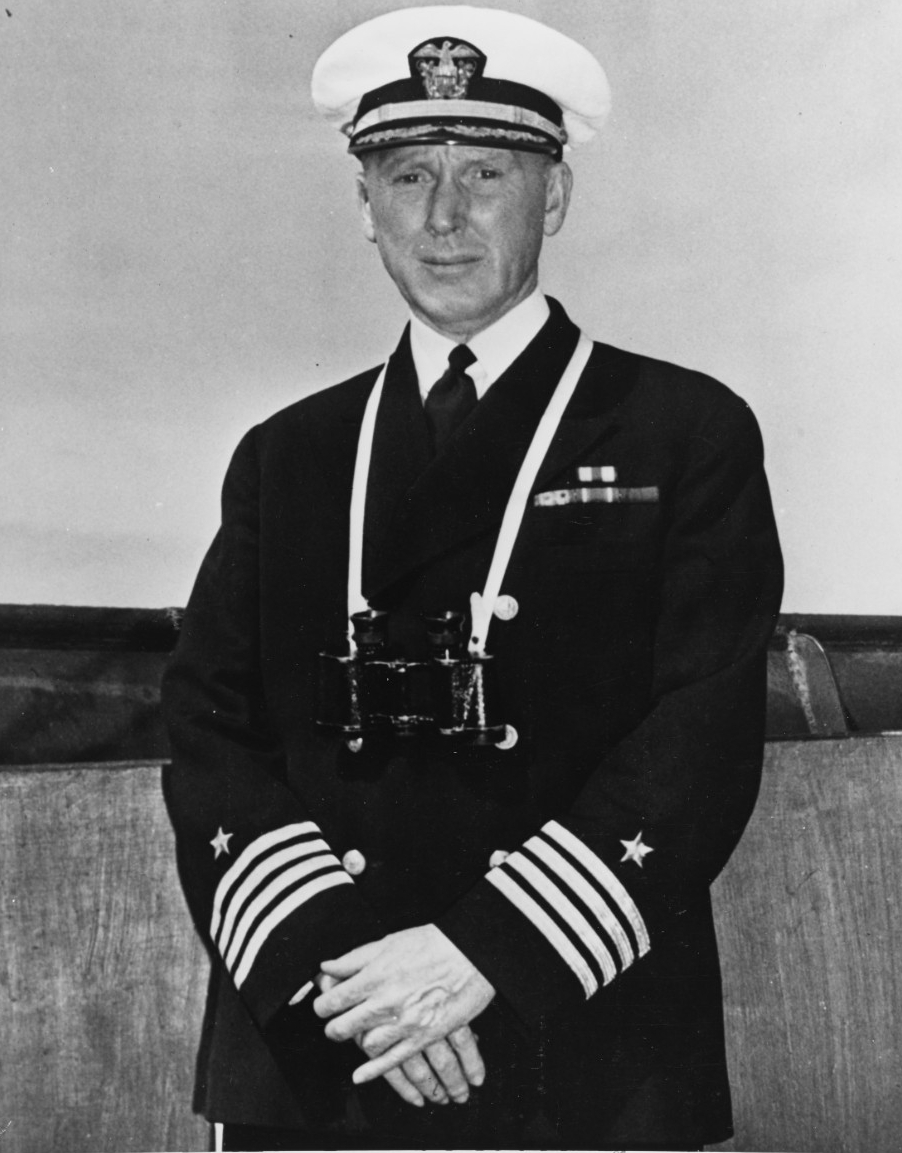
时任彭萨科拉号重巡洋舰 (CA-24)舰长的斯科特上校，摄于1940至1941年间。

1941年11月29日，斯科特率彭萨科拉号离开珍珠港，护送一支运输舰队前往菲律宾马尼拉，增援当地美军兵力。12月7日时，该舰队正在夏威夷西南约2,000英里（3,219）的菲尼克斯群岛，幸运地躲过了日本对珍珠港的空袭。鉴于菲律宾局势恶化，12月9日，美國陆海军聯席會議命令他放弃马尼拉的运输任务，返回檀香山。随后斯科特从前线调回华盛顿，担任海军作战部长欧内斯特·金上将的参谋。按照中途岛海战的英雄雷蒙德·斯普鲁恩斯中将的说法，斯科特显然很不乐意在这一关键时刻从事文职工作，于是他“故意把身边的每件事都弄得一塌糊涂，直到最终得偿所愿——派回海上执勤”。1942年5月，斯科特晋升为海军少将，派往太平洋战场担任作战指挥。在美国海军内，斯科特以斗志旺盛闻名，有人甚至认为他“像个小哈尔西”——后者是指挥过突袭马绍尔及吉尔伯特群岛和空袭东京等大胆行动，人称“蛮牛”的猛将。
但机会并不永远垂青斗士。1942年7月，盟军开始为旨在反攻所罗门群岛的“瞭望塔行动”聚集力量。斯科特负责指挥第62特遣舰队第四支队（Task Group 62.4，含旗舰轻巡洋舰圣胡安号、澳大利亚轻巡洋舰霍巴特号和两艘驱逐舰），为登陆瓜达尔卡纳尔岛总指挥凯利·特纳少将的运输舰队提供掩护。就在美军成功登陆瓜岛两天后，他目睹了被称为“美国海军二战最耻辱惨败”的薩沃島海戰。当时他的TG 62.4正在萨沃岛以东佛罗里达岛和瓜岛之间的东方水道上沿南北向巡逻，和日军中将三川军一的舰队最近距离不过15,000碼（13,716）。然而日舰随即以24节高速折返逃逸，未与TG 62.4交戰。两周后，斯科特担任第18特遣舰队哨戒舰队指挥官，负责为胡蜂號航空母艦护航。这一次，误以为交战尚早的航母战斗群司令弗兰克·弗萊徹中将在交战前夕下令第18特遣舰队南返加油，导致其错过了24日的東所羅門海戰。就这样，斯科特在瓜岛战役的前三个月一直与大战擦肩而过。

### 埃斯佩兰斯角海战

#### 准备
1942年9月的美军正深陷危机。在海上，萨拉托加号航空母舰在8月31日被日军潜艇击伤，胡蜂號则在9月15日被潜艇击沉，美军在太平洋战区一度仅一艘航母可用；在瓜岛，日军通过用驱逐舰分批偷运援兵上岸的“东京快车”增强了兵力，于9月12日至14日多次冲击埃德森岭，威胁到至关重要的亨德森机场。迫于压力，9月20日南太平洋战区司令罗伯特.戈姆利中将下令在10月8日将陆军第164步兵团从努美阿运上瓜岛，预计10月13日到达。作为行动的一环，斯科特被任命为新编第64特遣舰队（Task Force 64）指挥官，负责从西翼掩护运输船队，并摧毁前来炮轰或增援瓜岛的日军舰队。
斯科特在上任伊始就立刻为此次作战行动展开了周密的准备。他清醒地认识到美日双方在战斗水准上的巨大差距，因而拟定了一个简单直接的方案，以尽量实现可达成目标。根据方案，美军舰队将排成單纵队，驱逐舰位于纵队两端，巡洋舰居中。舰载雷达发现敌人后，驱逐舰将用探照灯对目标进行照射，并分别用鱼雷和舰炮攻击大型和小型目标。巡洋舰一旦发现目标即可自行开火，无需等待命令。舰载水上飛機负责发现并用照明弹指示敌舰方位。若敌方驱逐舰占优，美军将分散编队以减小目标。为了能在三周内追上苦练夜战二十年的日本海军，斯科特对舰队进行了斯巴达式的高强度训练。每天晚上，TF 64都会处于战备状态，出海实施射击和高速机动演练，并按方案进行模拟战斗。这种回归基础、雷厉风行的作风令他深受官兵爱戴。亚特兰大号上的一名军官回忆道：“斯科特集勇气、智慧与洞察于一身，这三者往往能成就一名战士。”10月8日，TF 64进行了最后一次夜战演习，斯科特即将直面日军“东京快车”的挑战，并予以迎头痛击。

#### 交战

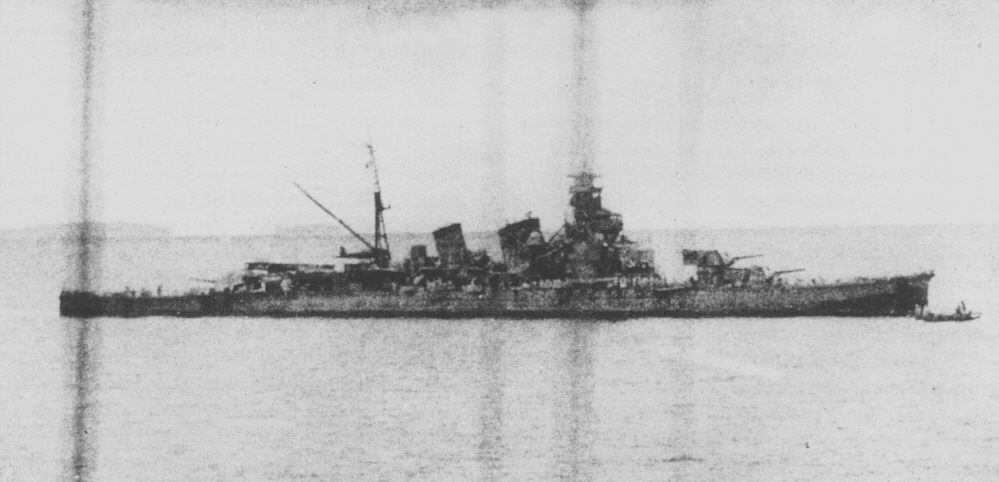
埃斯佩兰斯角海战中被重创的日军旗舰青叶号，摄于战斗结束后。

10月11日，日军少将五藤存知率三艘重巡洋舰青叶号、古鹰号和衣笠号及两艘驱逐舰吹雪號和初雪號组成的炮击群从肖特蘭出航前往瓜岛，准备掩护城岛高次少将的增援群（水上飛機母艦两艘、驱逐舰六艘）向瓜岛输送援军，并在夜间炮轰亨德森机场。当天下午，日军舰队在科隆班加拉島和乔伊索島之间海域被盟军侦察机发现。斯科特闻讯后随即于16时07分率TF 64驶向瓜岛准备拦截。他的TF 64拥有两艘重巡洋舰旧金山号和盐湖城号、两艘轻巡洋舰海伦娜号和博伊西号以及一个中队共五艘驱逐舰。由于对新型SG厘米波雷达不熟悉，又不信任老式SC米波雷达的可靠性，斯科特依照传统选择重巡旧金山号作为旗舰，同时关闭全舰的SC雷达，由装备SG雷达的两艘轻巡为舰队导引。22时33分，斯科特舰队通过埃斯佩兰斯角，随即按方案转换为作战队形。三艘驱逐舰法伦霍特号、邓肯号和拉菲號打头阵，四艘巡洋舰居中，布坎南号和麦卡拉号驱逐舰殿后。
斯科特并不知道，早在23时25分，海伦娜号便已用SG雷达发现了五藤舰队的方位，并在海图上测绘出了其大致轨迹。但由于沟通不畅，该舰在整整17分钟后才将敌情传达给舰队司令。此时一件意外打乱了他的判断：由于逼近萨沃岛西岸的巡逻线终点，斯科特在23时33分下令舰队左转折返，以230航线向西南航行。舰队的三艘前卫驱逐舰在转向中掉队至舰队右侧，并一度失联。此时此刻收到敌情通报的斯科特便认定两艘轻巡发现的不过是那三艘掉队的友军驱逐舰。法伦霍特号随后报称其位于舰队右舷，进一步加深了他的误解，导致他迟迟无法下定决心投入交战。至23时45分，双方的距离接近到5,000碼（4,572），海伦娜号的瞭望哨已能用肉眼观测目标。海伦娜号舰长胡佛上校坚信自己发现的确为敌人，时不我待，便按美国海军通用信号规章向司令连发两遍无线电信息：“Interrogatory Roger”，意为“是否允许开火”。斯科特却把这里的“Roger”当成无线电通讯用语中的“收到”，于是回了两个“Roger”，表示他确实收到了信息。以为得到许可的海伦娜号于23时46分率先向右舷目标开火，埃斯佩兰斯角海战在双方指挥官都不知情的情况下爆发了。

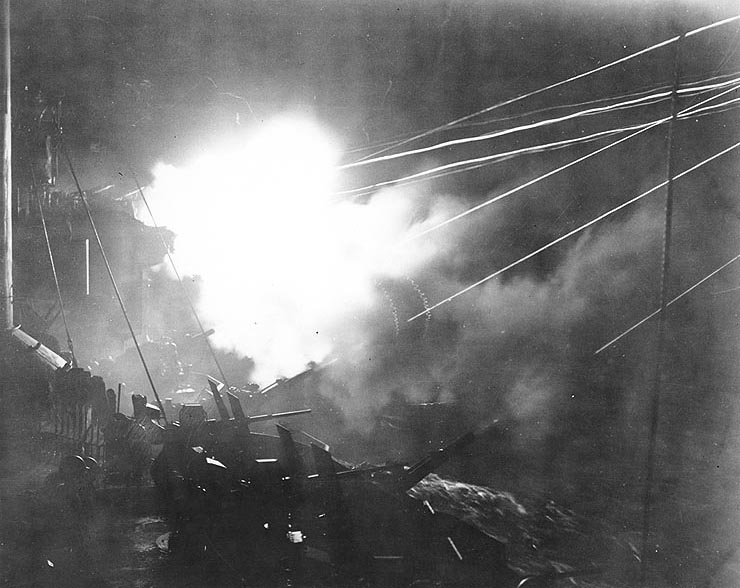
博伊西号轻巡洋舰 (CL-47)执行了斯科特战前“主炮要连射，不要等侧舷齐射”的命令，发挥出“机枪般”的猛烈火力。照片摄于1944年初新几内亚战役期间。

斯科特是十分幸运的。在日军舰队从西北方杀来时，美军舰队刚好完成向西南的变向机动，航线横跨日军舰队，形成了T字横头的有利阵型。五藤自恃日军“夜战无敌”，没有料到入夜后还能遇到美军舰队，整场战斗俨然成了薩沃島海戰的逆向翻版。战斗伊始，博伊西号的6英寸舰炮就以一轮“机枪般的连续射击”横扫青叶号舰桥。不明就里的青叶号以灯光信号呼救：“我是青叶”，结果引来更多美舰的猛烈炮击，五藤本人也被炮弹击中，伤重不治。
然而斯科特此时却仍因担心误击友军而举棋不定。23时47分，他下令全舰队停火以便确认己方前卫驱逐舰的方位，这险些将出其不意的战术优势拱手让出。但当时美军一心为报萨沃岛海战一箭之仇，下至普通水手上到旗舰旧金山号的舰长都对停火令阳奉阴违。少将后来承认：“让舰队停火费了一些时间。事实上，舰队从来没有完全停火过。”在此期间他用无线电和第12驱逐舰中队指挥官托宾取得联系，并确认了法伦霍特号发出的灯光识别信号，才最终确认目标无疑，一来一去浪费了4分钟时间。
23时51分，美军重新开火。慌乱之中，日军舰队分兵两路，开始向西北方逃避。跟在旗舰青叶号之後的古鹰号见其有难，主动冲上来掩护其撤退，随即遭到美军围攻。一枚炮弹击中了古鹰号舰舯的九三式氧气魚雷发射管，顿时将其化作一支燃烧的火炬，吸引来更多炮火。古鹰号最终因大量进水于次日凌晨2时28分沉没。吹雪号驱逐舰由于和旗舰青叶号一同右转，与美军舰队距离仅1,400碼（1,280），目标极为清晰，因此完全暴露在巡洋舰的重点攻击下，1分钟内便被击沉。23时54分，斯科特下令整队，航向转向西北，准备追击日军舰队。他向戈姆利中将和陸戰1師师长亞歷山大·范德格里夫特少将发报：“与敌重巡洋舰交战中。”进入追击阶段，TF 64遭到了日军精准的舰炮还击。博伊西号被衣笠号重创，险些沉没。盐湖城号为掩护博伊西号和衣笠号展开交火，互有损伤。0时16分，斯科特命旧金山号转向330度，试图继续追击。然而此时日军已近完成撤退、美军编队又显松散、加上担心旧金山号被后续舰队误认为敌舰，他于0时20分下令停火，并在8分钟后中止对日军的追击行动，向西南方脱离，同时搜寻失联的博伊西号和法伦霍特号。至此埃斯佩兰斯角海战结束。

#### 尾声
10月12日上午，斯科特带领TF 64返回圣埃斯皮里图岛，受到了英雄般的热烈欢迎。他的威名迅速传遍全南太平洋战区，并伴随他终生。在战况汇报中，斯科特手下的舰长们认为美军共击沉日军巡洋舰3艘、驱逐舰4艘，他本人对此有所保留。事实上美军只击沉了重巡洋舰古鹰号和驱逐舰吹雪號，自身付出了邓肯号沉没、博伊西号、盐湖城号和法伦霍特号大修的代价。并且，他也未能成功阻止城岛高次的增援群向瓜岛输送兵力的行动。尽管如此，斯科特在埃斯佩兰斯角的胜利使萨沃岛海戰以来美军低迷的士气為之一振，为亨德森机场争取了一天的安全，同时粉碎了日军水雷战队夜战战无不胜的神话。日军在战报中苦涩地写道：“天命在萨沃岛近海海战（日方对埃斯佩兰斯角海战的称呼）中抛弃了我们，令我军蒙受重大损失......对于以夜战见长的我军水雷战队，未来一片黑暗。”

### 第一次瓜达尔卡纳尔岛海战

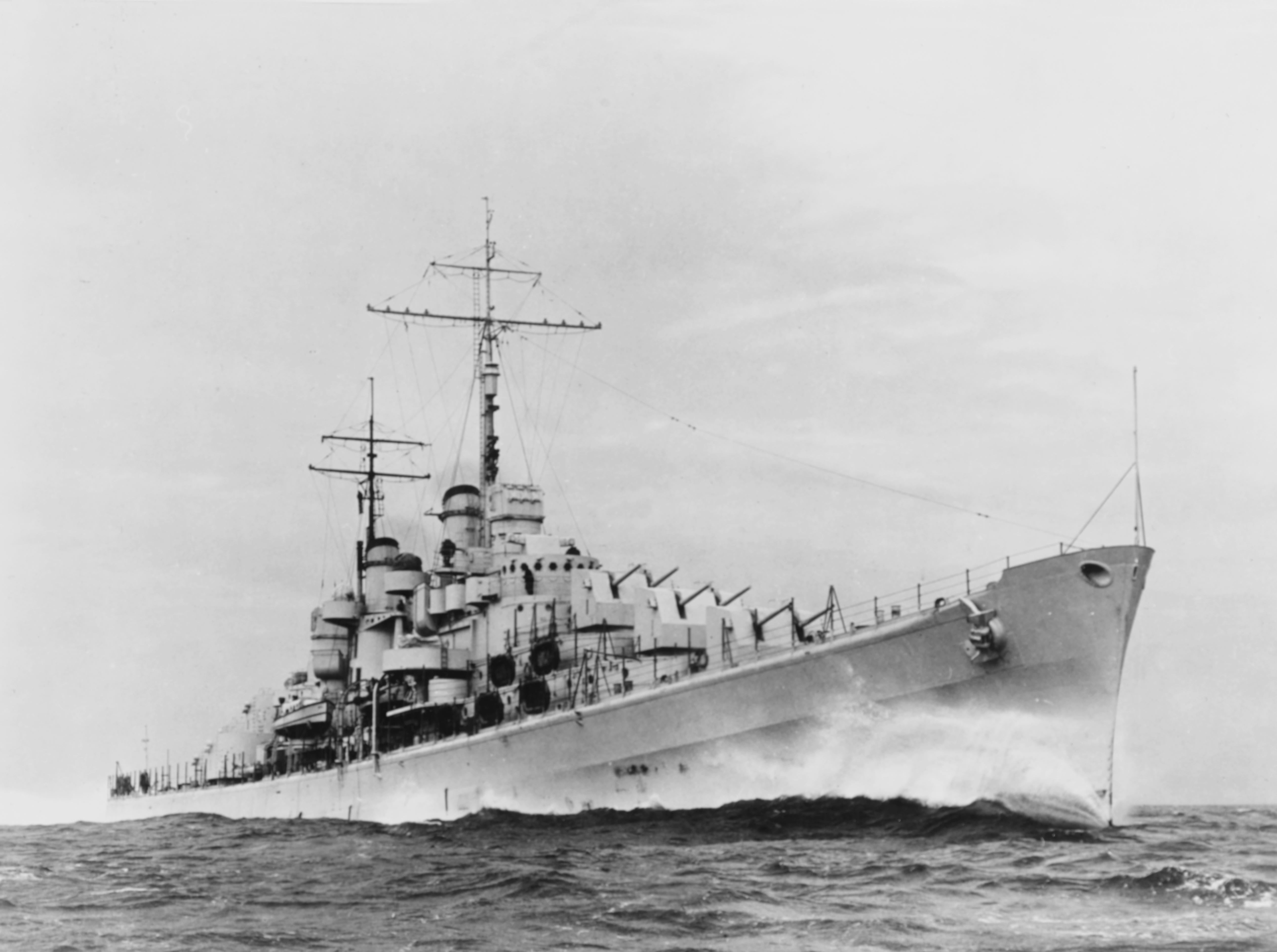
斯科特最后的座舰亚特兰大号轻巡洋舰 (CL-51)。排水量6,000吨，8座双联装127毫米高平两用炮。该级设计初衷是为舰队提供防空火力，并不擅长水面战斗。

11月8日，美军情报部门获悉日军即将再次大举进攻瓜岛。次日，斯科特奉南太平洋战区新任司令威廉·哈尔西中将命令带领TG 62.4特遣舰队从圣埃斯皮里图岛出发，沿圣克里斯托瓦尔島北上，于11月12日与丹尼尔·卡拉汉少将指挥的第67特遣舰队（Task Force 67）汇合，抢先日军一步在瓜岛伦加海角卸下了陆军第182步兵团等共5,500人和一批给养。当天下午，登陆总指挥特纳少将得知有巡逻机发现日军舰队正从所罗门群岛以北驶来，判断其很可能计划趁夜炮击亨德森机场。他命令运输舰迅速撤离，留下斯科特和卡拉汉的军舰准备在瓜岛以北海面迎击日军。在舰队司令人选上，特纳不顾斯科特为美军旗开得胜的战绩，以“卡拉汉比斯科特早15天晋升少将”为由任命尚无对日海战经验的卡拉汉作为TG 67.4的指挥官，这反映出当时美国海军谈资论辈的官僚作风。卡拉汉沿用了斯科特的战术，但并未向各舰下达作战方案。12日夜，卡拉汉率TG 67.4启航，以14节的航速向伦戈海峡前进，计划在午夜时分于萨沃岛海域迎击阿部舰队。美军舰队共2艘重巡洋舰、3艘轻巡洋舰以及8艘驱逐舰，6,000吨的亚特兰大号轻巡洋舰上升起了副司令斯科特的少将旗，为这艘脆弱的防空巡洋舰带来了极大的鼓舞。他们面对的是日军中将阿部弘毅指挥的2艘金刚级战列舰比叡號和霧島號、1艘轻巡洋舰和11艘驱逐舰，无论在舰炮还是鱼雷敌方均具有明显优势。

#### 交战与殉职

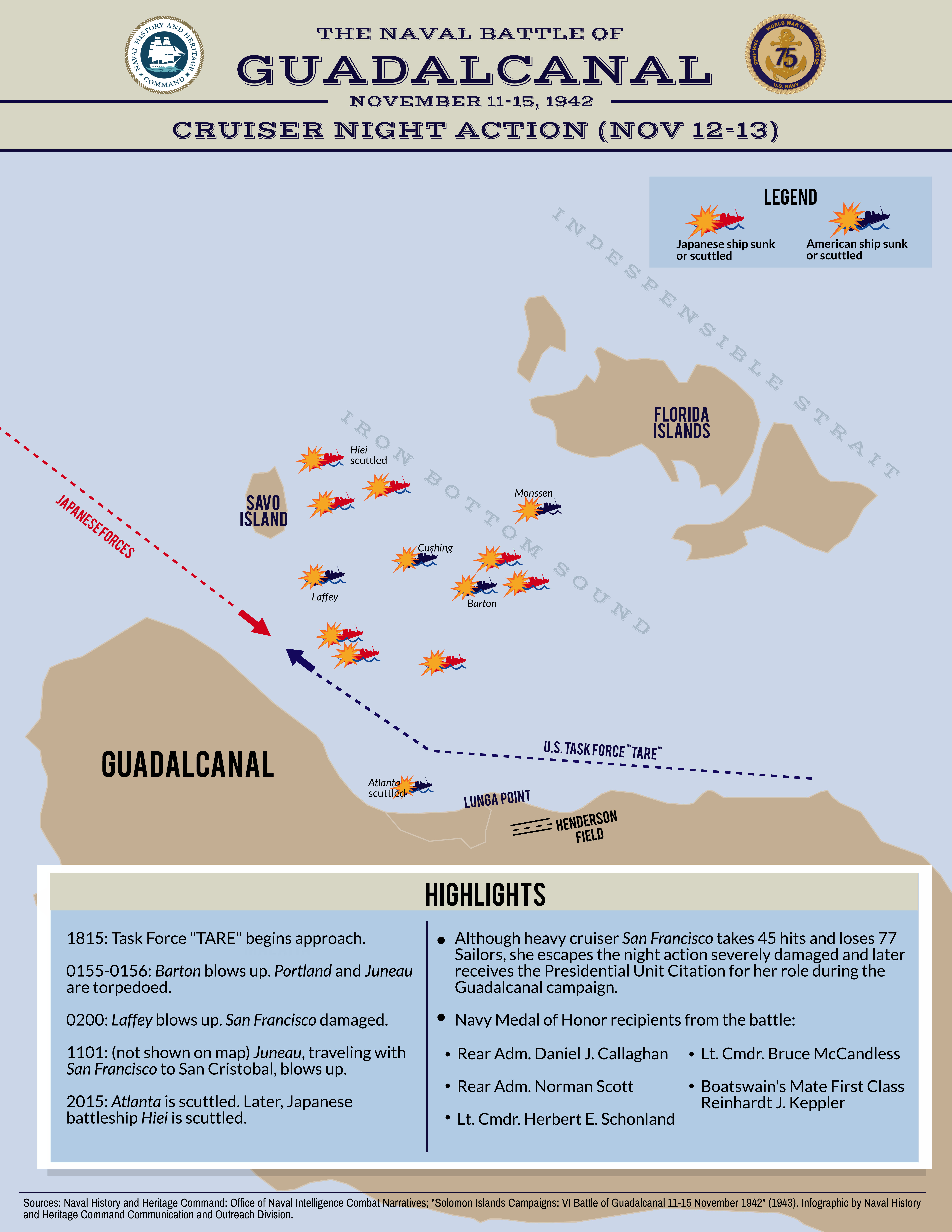
巡洋艦夜戰示意圖

11月13日01时24分，海伦娜号凭借SG雷达再次率先发现日军舰队，比对方整整早了18分钟。但一如埃斯佩兰斯角海战中的斯科特，卡拉汉也并不相信日军舰队近在咫尺，为了避免误击友军他首先下令全舰用无线电向旗舰旧金山号重巡洋舰报告方位，浪费了12分钟时间。01时37分，他终于下令舰队向北右转，试图重演斯科特的制胜法宝——抢占日舰的T字横头，但这最终却将美军带入了一场血腥的混战：位于美军队首的库欣号驱逐舰由于离日舰过近，为避免相撞猛向左转，后续的三艘驱逐舰连同亚特兰大号也跟着转舵，结果意外把整个舰队带入了阿部舰队正中央，原本的伏击战变成了遭遇战。双方随即在不足2,000码的距离上短兵相接，顿时火光冲天。用一名美军舰长的话说，犹如“在熄了灯的酒吧裡的一场群殴”。
几乎就在卡拉汉下令开火的同时，日军比叡号战列舰和曉號驅逐艦突然打开探照灯，径直照在斯科特的座舰亚特兰大号上。斯科特的一名参谋日后回忆，其光源之近、光线之强，几乎令舰桥上的人感到逼人的热量。亚特兰大号立刻对光源还击并进行反照射，但同时遭到了比叡号、晓号、雷號和電号的大小舰炮围攻，又被两发鱼雷命中轮机舱，丧失了动力，开始向南漂流。就在此时，两轮大口径炮弹突然从3,500码外袭来，准确命中了亚特兰大号的舰桥，上层结构顿时面目全非，人员死伤惨重。斯科特少将在这轮炮击中当场阵亡，一同阵亡的还有他的三名参谋。而一直陪同斯科特的亚特兰大号舰长詹金斯上校，则刚好因有事走开，奇迹般躲过一劫。
包括日本官修的《戰史叢書》在内，以往战史大多认为斯科特是死于日军炮火。而海军历史学家理查德·弗兰克等对此进行研究后发现，亚特兰大号其实是在美军旗舰旧金山号准备向敌舰开火时漂进了其射线，被友军误击所伤。其中弹部位遍布旧金山号的8英寸（203）炮弹独有的绿色染色剂，进一步支持了这一观点。数分钟后，旧金山号在和日军旗舰比叡号的决斗中被炮火重创，卡拉汉少将也步了斯科特的后尘。夜战开始不到一小时，美军已经损失了两位少将和多艘军舰。但他们的牺牲并没有白费：这场海上的白刃战令日军司令阿部中将精神崩溃，在不明美军虚实的情况下，他对继续深入失去了信心，最终放弃了炮击亨德森机场的任务，带着舰队仓皇北撤。一同撤退的还有田中赖三少将指挥的、原定支援瓜岛陆上作战的“东京快车”运输舰队。战斗以美军的战术胜利告终。战斗结束后，水兵们为斯科特举行了海葬。其座舰亚特兰大号因伤势过重，于13日下午由美军自行凿沉。
1942年11月19日，南太平洋战区司令哈尔西晋升为海军上将。授衔仪式上，他换下象征中将的两枚三星领章，分别寄送给斯科特少将和卡拉汉少将的遗孀，表示：“我能得到这第四颗星（上将军衔），完全仰仗斯科特和卡拉汉的非凡勇气。”

## 对美军战术的影响
斯科特是第一位在水面战斗中战胜日本海军的美军指挥官，他首创的战术对其他指挥官产生了深远的影响。作为在马汉的制海權理论影响下成长的海军将官，他坚信舰炮而非鱼雷才是战斗走向的主宰者并将该观念贯彻于制定的战术中，而对于日本新型九三式氧气魚雷的强大威力几乎一无所知。因此，他选择了最适合巡洋舰重炮发挥火力的单纵阵，而驱逐舰仅担任舰队前后护卫。在胜利后的一片欢呼声中，只有太平洋舰队司令尼米兹上将一针见血地指出，由於驱逐舰分散在编队中的前列與後列，且離巡洋艦很近，令其无法脱离编队齊射鱼雷，导致舰队能齊射的25枚鱼雷只發射了7枚，且無一命中。
遗憾的是，许多美军指挥官同样将马汉的“大舰巨炮”思想奉为圭臬，埃斯佩兰斯海角海战的“大捷”反而加深了他们“仅靠舰炮即可赢得战斗”的错误认知。在瓜達爾卡納爾島戰役以及新乔治亚岛战役前半段的战斗中，美军指挥官经常选择模仿斯科特的战术，以求重现他的胜利，但结果往往是灾难性的：一个月后的瓜達爾卡納爾海戰中，丹尼尔·卡拉汉少将完全照搬了斯科特的战术，一艘轻巡洋舰和四艘驱逐舰在一小时内的混战中沉没，其中四艘被日军鱼雷击沉；同月，塔萨法隆加海战的指挥官卡尔顿·莱特少将重犯了斯科特迟疑不决和过度集火的错误，再次遭到日军氧气鱼雷的痛击；即便九个月之后，瓦尔登·安斯沃思少将仍然迷信雷达瞄准的6英寸（152）舰炮威力并顽固地将驱逐舰用于防守，结果在库拉湾和科隆班加拉海战中吃了大亏。更为遗憾的是，斯科特自己本有可能对这一战术作出改进，但却在一个月后的下一场战斗中便中弹殉职，针对日军夜战的作战纲领直到1944年索羅門群島戰役结束后才由太平洋司令部发布。至1943年下半年，美军在维拉湾海战中终于重新认识到舰炮结合鱼雷的锤砧战术在水面战斗中的强大威力，并由阿利·伯克上校在圣乔治角海战中进一步发扬光大。这一战术在1944年莱特湾大海战的苏里高海峡夜战中臻于完善：美军驱逐舰先主动发射鱼雷重创日军战列舰，再由己方战列舰队给予致命一击，最终在夜战中完胜苦练二十年的日本海军舰队。

## 荣誉

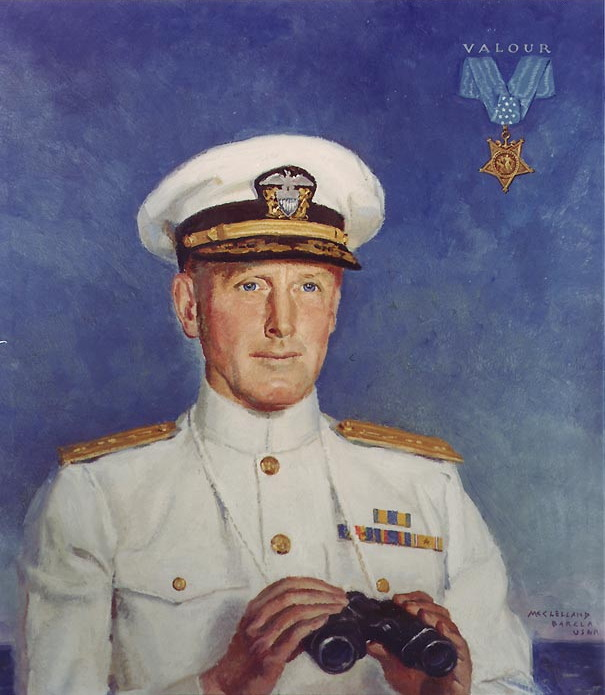
描绘斯科特和荣誉勋章的油画，海军画家麦克莱兰·巴克莱（1891-1943）作。

1942年12月9日，富兰克林·罗斯福总统追授斯科特少将荣誉勋章，由其子20岁的小诺曼·斯科特海军学员替父代领：
兹表彰在1942年10月11日至12日的埃斯佩兰斯角夜战以及11月12日至13日夜间在瓜達爾卡納爾海戰中与日军奋战时表现出的超越职责的英雄主义和大无畏精神。在前一场海战中，斯科特少将率领舰队成功拦截了企图突袭我军阵地并增援瓜岛的日军舰队，凭借果敢的战术技能和高超的舰队协调，摧毁敌方舰艇8艘并逼退残敌。一个月后，面对顽敌的疯狂反扑他再次接受挑战，率领麾下舰队勇敢迎击敌优势舰队并坚定地指挥近距离作战，直至在敌方优势火力的狂轰滥炸中壮烈牺牲。在这两场战斗中，斯科特于千钧一发之际表现出的无所畏惧的进取精神、身先士卒的领导风范和审慎睿智的先见之明为击溃强敌舰队入侵，并最终挫败日军攻势作出了决定性贡献。为保卫祖国，他义无反顾地献出了自己的生命。
除荣誉勋章外，斯科特还被追授紫心勋章，准授亚特兰大号总统单位嘉奖缎带及副本。在军旅生涯中，他曾先后获得过墨西哥服役奖章和一战胜利勋章加配驱逐舰勋扣，并准授本土防御服役奖章加配舰队勋扣、亚太战役奖章、以及二战胜利勋章。他的名字和其他三万六千余名阵亡美军一起，被镌刻在菲律宾马尼拉美军公墓牺牲将士名录碑上。
为纪念斯科特，美国海军有两艘驱逐舰以他的名字命名。第一代诺曼·斯科特号是一艘弗萊徹級驅逐艦，1943年4月26日开工，同年8月23日由斯科特夫人主持下水，1943年11月5日建成服役。该舰曾先后参与过包括吉尔伯特和马绍尔群岛战役、馬里亞納群島战役、硫磺岛战役、冲绳岛战役直到炮击日本本土等一系列重要战事，是一艘获得过5枚戰鬥之星的功勋舰。第二代斯科特号原本是伊朗巴列维王朝于70年代向美国订购的居鲁士级驱逐舰纳迪尔号，1979年2月12日动工。1979年伊朗伊斯兰革命爆发，订单取消，美国接收后将其继续建造完成并改名为基德级斯科特号，部署于波斯湾地区。该舰参与过美国在两伊战争、波斯尼亚战争、毒品戰爭等战争中的军事行动，并曾于1985年协助搜索被巴勒斯坦解放組織劫持的客轮阿基莱·劳伦号，1998年12月退役。该舰随后于2003年出售给中华民国海军，更名为基隆號并服役至今。

## 家庭
斯科特的妻子玛乔丽来自夏威夷檀香山，他们有两个孩子：大儿子小诺曼·斯科特于1922年出生，安纳波利斯海军学院1944届毕业生（1943年毕业）。他曾在1943年11月作为衣阿华号战列舰的一员护送富兰克林·罗斯福总统前往瓦赫蘭出席德黑兰会议，后成为海军飞行员。1947年退役后从事海运工作，积极倡导集装箱海运概念，并一度成为尼克松总统的海军部长候选人。2002年去世；小儿子迈克尔·斯科特于1925年出生，1948年从耶鲁大学毕业。曾在海军服役，后从事教育工作。2011年去世。玛乔丽在斯科特殉职后更姓为W·唐纳森·爱德华，在旧金山度过余生。

### 引用
1. ↑  Winkel 2009.
2. 1 2  Heffernan 1955，第95頁.
3. 1 2 3 4 5 6 7  The Navy Department Library 2019.
4. ↑  Murphy 1952，第32頁.
5. 1 2 3 4  Hornfischer 2011，第136頁.
6. ↑  Indiana World War Records 1932，第657頁.
7. ↑  McWilliams 2014，第234頁.
8. ↑  Underbrink 1971，第107頁.
9. 1 2 3 4  Stille 2013，第15頁.
10. ↑  Morison 2001，第29頁.
11. ↑  Frank 1992，第83頁.
12. ↑  Hornfischer 2011，第89頁.
13. ↑  Frank 1992，第174頁.
14. ↑  Frank 1992，第165頁.
15. ↑  Stille 2013，第47頁.
16. ↑  Frank 1992，第228-246頁.
17. 1 2 3  Frank 1992，第293頁.
18. ↑  Stille 2013，第49頁.
19. ↑  Frank 1992，第293-294頁.
20. ↑  Morison 2001，第148頁.
21. ↑  Hornfischer 2011，第137-138頁.
22. 1 2  Hornfischer 2011，第144頁.
23. ↑  Cox 2018，第274頁.
24. ↑  海战事典 2017，第237頁.
25. ↑  Frank 1992，第296頁.
26. ↑  Frank 1992，第297頁.
27. ↑  Hornfischer 2011，第158頁.
28. 1 2  Frank 1992，第298頁.
29. ↑  Ballard 2017，第70頁.
30. ↑  Frank 1992，第300頁.
31. ↑  Frank 1992，第301頁.
32. ↑  海战事典 2017，第239-240頁.
33. 1 2  Hornfischer 2011，第172頁.
34. ↑  Tuohy 2007，第121頁.
35. ↑  海战事典 2017，第241頁.
36. ↑  Morison 2001，第153頁.
37. ↑  Hornfischer 2011，第174頁.
38. 1 2  Hornfischer 2011，第175頁.
39. ↑  児島襄 1978，第187頁.
40. 1 2  Frank 1992，第302頁.
41. ↑  Ballard 2017，第72頁.
42. 1 2  海战事典 2017，第242頁.
43. ↑  Frank 1992，第303頁.
44. 1 2  Frank 1992，第307頁.
45. ↑  Morison 2001，第162頁.
46. ↑  Frank 1992，第305頁.
47. ↑  Morison 2001，第163頁.
48. ↑  Hornfischer 2011，第184頁.
49. ↑  Morison 2001，第170頁.
50. ↑  Frank 1992，第310頁.
51. ↑  Morison 2001，第171頁.
52. ↑  Cox 2018，第290頁.
53. ↑  Morison 2001，第227頁.
54. ↑  Frank 1992，第426-430頁.
55. ↑  Frank 1992，第432-433頁.
56. ↑  Tuohy 1992，第102頁.
57. ↑  海战事典 2017，第209頁.
58. ↑  Frank 1992，第459頁.
59. ↑  Hammel 1988，第107頁.
60. ↑  Hornfischer 2011，第248頁.
61. ↑  Frank 1992，第435頁.
62. ↑  Frank 1992，第438頁.
63. 1 2  刘怡 2011，第88頁.
64. ↑  Frank 1992，第441頁.
65. ↑  Hammel 1988，第167頁.
66. ↑  Frank 1992，第440頁.
67. ↑  Hornfischer 2011，第285頁.
68. ↑  Hornfischer 2011，第287頁.
69. ↑  战史丛书 1975，第369頁.
70. ↑  Frank 1992，第444頁.
71. ↑  Frank 1992，第451頁.
72. ↑  Find a Grave 2003.
73. ↑  Frank 1992，第454頁.
74. ↑  Potter 1985，第182頁.
75. ↑  Ballard 2017，第84頁.
76. ↑  Reardon 2008，第61-65頁.
77. ↑  Ballard 2017，第80頁.
78. ↑  Reardon 2008，第192頁.
79. ↑  Ballard 2017，第81-85頁.
80. ↑  Holt 2009，第367頁.
81. ↑  Norman Scott (DD-690) 2015.
82. ↑  Scott II (DDG-995) 2018.
83. ↑  Buchanan 2002.
84. ↑  Honolulu Hawaii Obituaries 2011.

### 书籍
- Cox, Jeffrey. . Bloomsbury Publishing. 2018: 268–308. ISBN 9781472826404.
- Frank, Richard B. . New York: Penguin Group. 1992: 83-461. ISBN 978-0140165616.
- Hammel, Eric. . Pacifica Military History. 1988: 106. ISBN 9781890988197.
- Holt, Dean W.  2nd. McFarland. 2009: 378. ISBN 9780786457328.
- Hornfischer, James D. . Bantam. 2011. ISBN 978-0-553-90807-7.
- 18. Indiana Historical Commission. 1932: 657.
- McWilliams, Bill. . Open Road Media. 2014: 234. ISBN 9781497602373.
- Morison, Samuel Eliot. . History of United States Naval Operations in World War II V. Boston: Little, Brown and Company. 2001 [1958]. ISBN 0-316-58305-7.
- Murphy, Francis Xavier. . New York: Vantage Press. 1952. OCLC 714715821.
- Potter, Elmer B. . Naval Institute Press. 1985: 182. ISBN 9780870211461.
- Stille, Mark. . Osprey Publishing. 2013: 15. ISBN 978-1780961545.
- Tuohy, William. . Zenith Imprint. 2007: 102. ISBN 9781616739621.
- Underbrink, Robert L. . United States Naval Institute. 1971: 107. ISBN 9780870211423.
- 児島襄. . 児島襄戦史著作集 5. 文藝春秋. 1978: 187. OCLC 659405332.

- 刘怡. . 战争史研究 (内蒙古人民出版社). 2011, (37): 58-93. ISBN 720404651X.
- 指文董旻杰工作室. . 009：海权与日本近代国家命运. 北京: 台海出版社. 2017. ISBN 9787516814826.
- 竹下高見. 防卫庁防卫研修所戦史室 , 编. . 战史丛书 83. 朝雲新聞社. 1975: 369.

### 在线资源
- Ballard, Jeffrey A. . Saber and Scroll. 2017, 6 (1): 67-91  [2018-04-03]. （原始内容存档于2018-04-03）.
- Buchanan, Wyatt. . SFGate. 2002-09-06  [2018-03-31].
- Heffernan, John B. . Indiana Magazine of History. 1955, 2 (51): 95  [2018-04-30]. （原始内容存档于2016-03-12）.
- Griffith, John. . Find a Grave. 2003  [2018-04-30]. （原始内容存档于2018-03-26）.
- . Honolulu Star-Advertiser. 2011-03-19  [2018-03-31]. （原始内容存档于2021-06-16）.
- . 美國海軍軍艦辭典. 美國海軍部歷史與遺產司令部.
- Reardon, Jeff T., , the College of Arts and Sciences of Ohio University, 2008  [2024-10-06], （原始内容存档于2024-10-07）
- The Navy Department Library. . 美國海軍部歷史與遺產司令部. 2019  [2018-04-30]. （原始内容存档于2017-05-02）.
- . 美國海軍軍艦辭典. 美國海軍部歷史與遺產司令部. 2018.
- Winkel, Joe.  (PDF). The Potomac Association. 2009  [2018-02-18]. （原始内容存档 (PDF)于2016-06-23）.